# Fissidens rufulus
Fissidens rufulus là một loài Rêu trong họ Fissidentaceae. Loài này được Schimp. mô tả khoa học đầu tiên năm 1851.